# Louis Lucien Lepoix
Louis Lucien Lepoix (* 4. Februar 1918 in Giromagny in Frankreich; † 6. November 1998 in Baden-Baden) war ein französischer Industriedesigner.

## Der Auftakt
Louis Lucien Lepoix, das erste von vier Kindern eines Kfz-Meisters, studierte Zeichnen, Gestalten, plastische Darstellung und Architektur in Lyon und Paris. Außerdem absolvierte er ein Ingenieur-Studium. Nach dem Zweiten Weltkrieg wandte sich Lepoix Deutschland zu.

„Im Oktober 1945 kam er nach Deutschland, zuerst für sechs Wochen zu Dornier und Maybach nach Friedrichshafen im Auftrag des französischen Militärs. Ab Anfang 1946 Abteilungsleiter bei der französischen Armee im 'Centre de Réparation Automobilie Sud C.R.A.S'.“

Eine markante Arbeit aus dieser Zeit: Albert Meier, Technischer Leiter der Zahnradfabrik Friedrichshafen, hatte einen Kleinwagen konstruiert, der zur Marke Champion führte. Lepoix hatte bei der ZF 1947 für sich privat (für 15 Reichsmark) eine Werkstatt angemietet. In dieser Werkstatt und bei C.R.A.S. entstand als Alternative zum ZF-Kleinwagen der „Lepoix-CHAMPION“. Die gesamte Karosserie war aus leichtem Aluminium in Handarbeit gefertigt, Gesamtgewicht 220 kg. Die verfügbaren 8 PS (nicht 6,5 PS, wie Thyssen schreibt) scheinen zwar für das Fahrzeug etwas knapp bemessen. Aber das entspricht völlig dem Typus Cyclecar, wie er in Phasen materieller Knappheit unmittelbar nach dem Zweiten Weltkrieg einige Zeit wieder präsent war.

## Das Designstudio

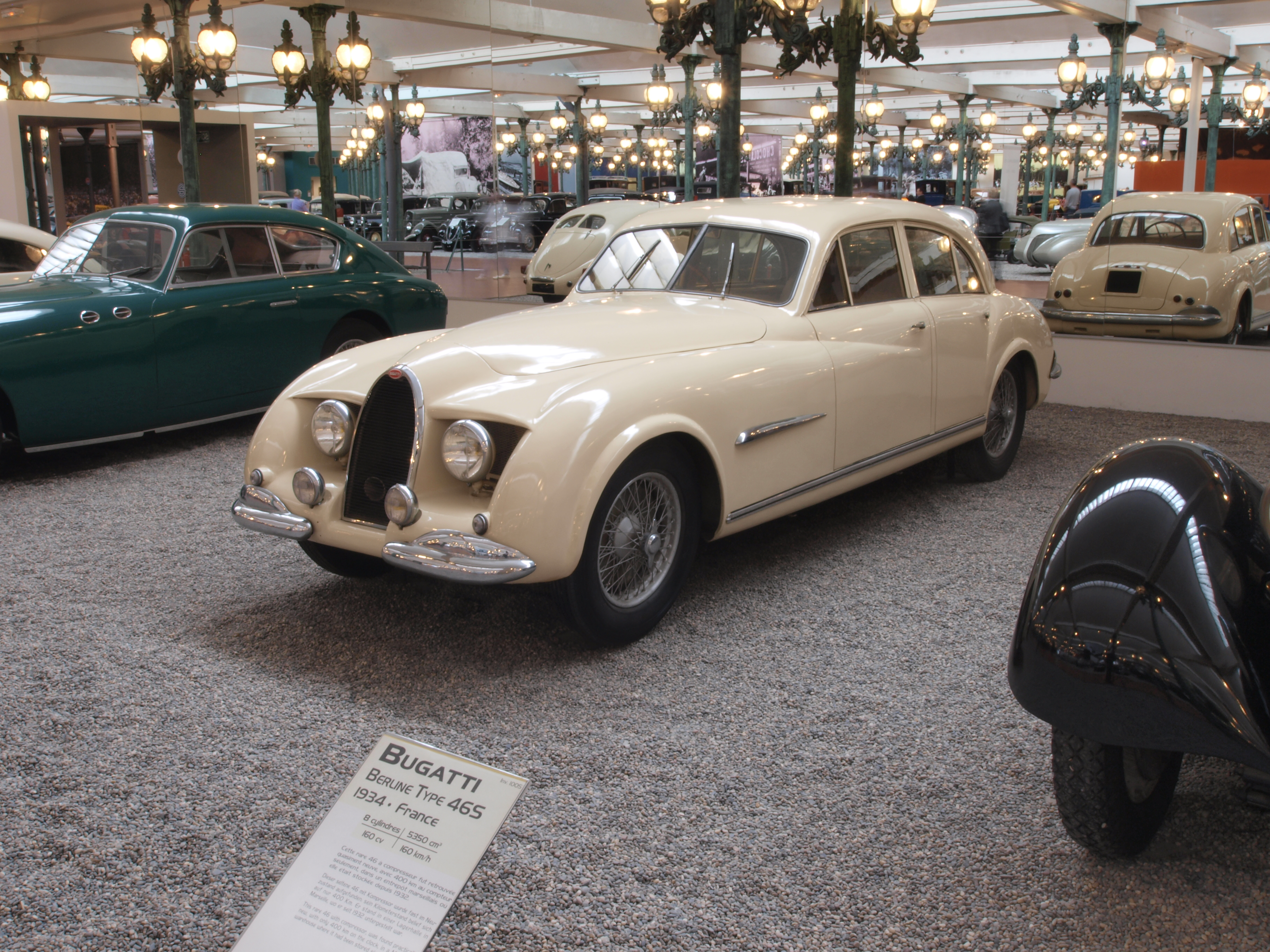
Bugatti T 101 (Prototyp)

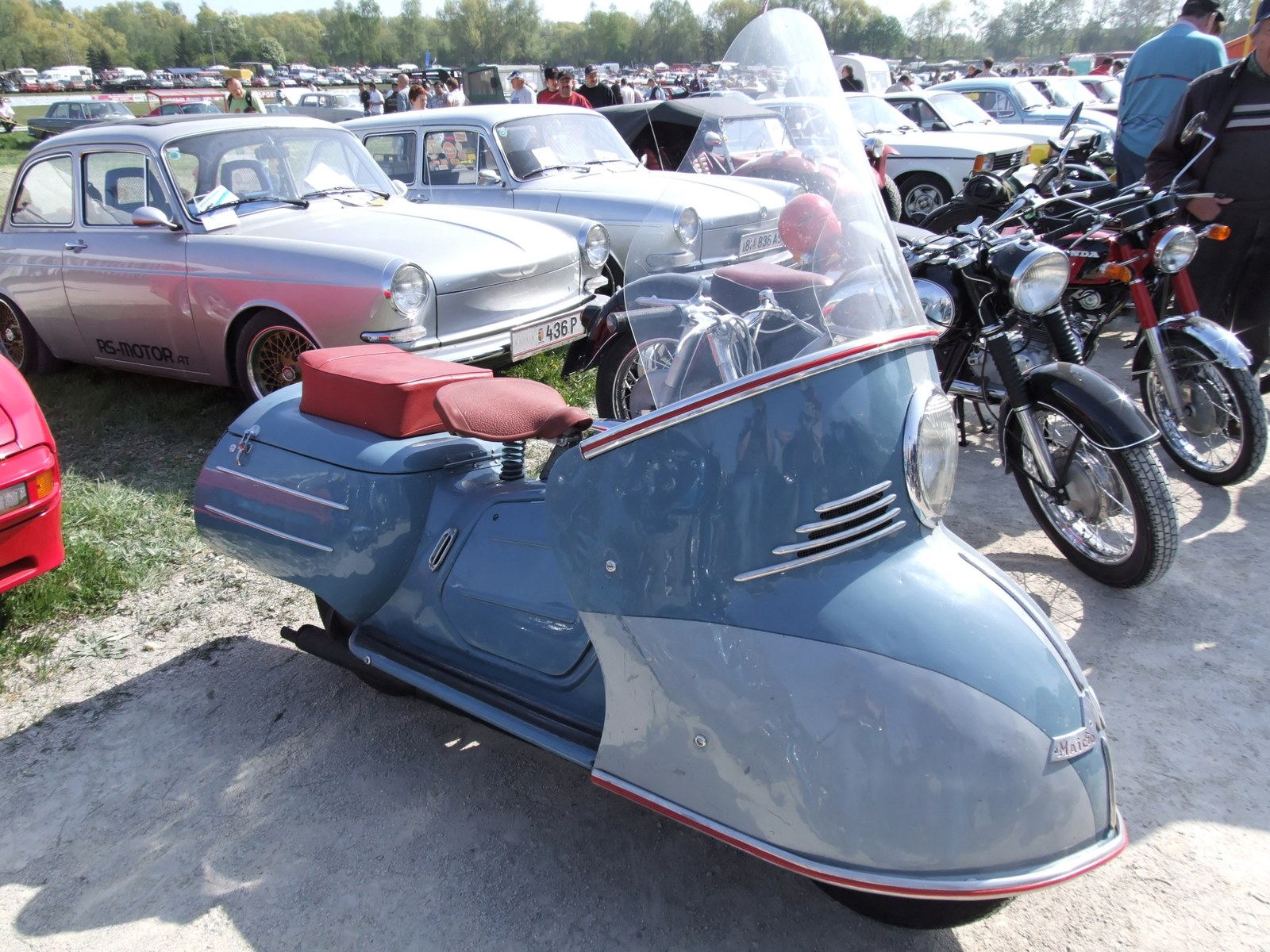
Maicomobil

1947 gründete Lepoix sein Designstudio, das später unter dem Namen FTI Design (kurz für: Form Technik International) bekannt wurde. In der Folgezeit wurde er für zahlreiche namhafte (insbesondere deutsche) Industrieunternehmen tätig und gestaltete deren Produkte.
Zunächst beschäftigte sich Lepoix hauptsächlich mit Zweirädern, so z. B. mit Motorrollern von Bastert, FAKA, Horex, Maico, Puch und Walba sowie 1947 mit dem 750-cm³-Motorrad „R 12“ von BMW. Letzteres erregte damals großes Aufsehen in der Öffentlichkeit wegen seiner futuristischen Formen. Von einem Zeitgenossen ist beispielsweise überliefert, er habe beim Anblick des herannahenden Gefährts gedacht, „der kommt vom Mond“.
1948 kaufte Lepoix bei einer Auktion beschlagnahmter Pkw ein Simca-Fahrgestell und baute darauf in privater Initiative mit seinem Mitarbeiter Franz Villing einen Sportwagen. Mit diesem Fahrzeug besuchte er den Hersteller Bugatti im elsässischen Molsheim, um Zeichnungen vorzulegen. Bugattis damaligem Direktor, Pierre Marco, gefielen die Entwürfe. Er beauftragte Lepoix mit der Gestaltung der Karosserie des neuen „Bugatti Type 101“ (1952) als viertürige Limousine.
Nach Entwürfen von Lepoix baute Drauz 1951 den ersten selbsttragenden Omnibus Deutschlands, noch vor Setra.
Eine besondere Vorliebe schien Lepoix für Lastkraftwagenfahrerhäuser gehabt zu haben. 1951 und 1955 gestaltete er entsprechende Entwürfe für Magirus-Deutz – mit rundlichen Formen, wie es dem Stil der Zeit entsprach. Ein Frontlenker von 1955 blieb zwar nur ein Prototyp, zeigte aber schon wesentliche Züge der ab 1957 von Magirus-Deutz in Serie gebauten Frontlenker.
1959 bis 1961 arbeitete Lepoix für Henschel und schuf dort eine neue, kantige Form für Hauber und dazu passende Frontlenker. Sein Entwurf ermöglichte es, 70 Prozent der Pressteile des Karosserie-Grundtyps auch für alle weiteren Modelle zu verwenden und erhielt die Auszeichnung „if – Gute Industrieform“ der Deutschen Messe, Hannover.
1963 entwarf er die Kabine der mittelschweren bis schweren Frontlenker für Magirus-Deutz und blieb dabei dem von ihm etablierten kubisch-kantigen Stil treu. Das gilt auch für das neue Aussehen, das er ab 1966 den Nutzfahrzeugen von Büssing verpasste. Zentral war der Entwurf des Modells „BS 16“, der die Form für die einheitliche Gestaltung aller weiteren Büssing-Modelle vorgab. Lepoix war auch für Hanomag tätig und entwarf die kantig-schlichten Formen der leichten Hanomag F-Reihe, die ab 1967 verkauft wurde, und die eines dazu passenden mittelschweren Frontlenker-Lkw, der allerdings später innerhalb des Rheinstahl-Konzerns, zu dem Hanomag gehörte, „verschoben“ und 1969 unter dem Namen Henschel auf den Markt gebracht wurde, weil Rheinstahl 1965 auch Henschel übernommen hatte. 1969 wurden Hanomag und Henschel zu Hanomag-Henschel vereinigt, so dass die von Lepoix zunächst für jeden der beiden Hersteller getrennt gestalteten Fahrzeuge dann unter einem Dach und unter einem Markennamen auf dem Markt waren.

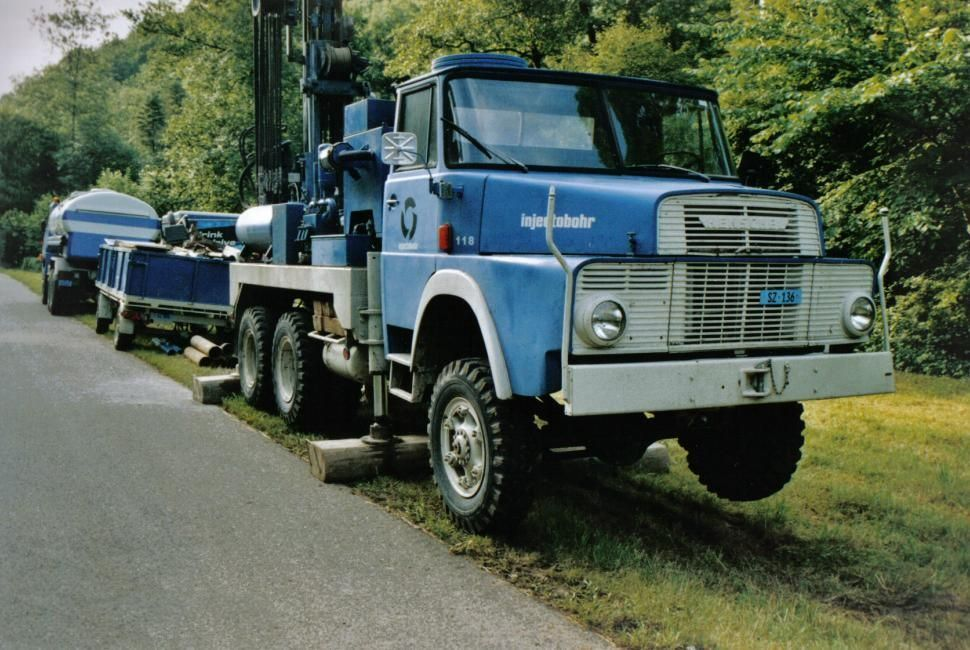
1961: mittelschwere bis schwere Hauber, Henschel
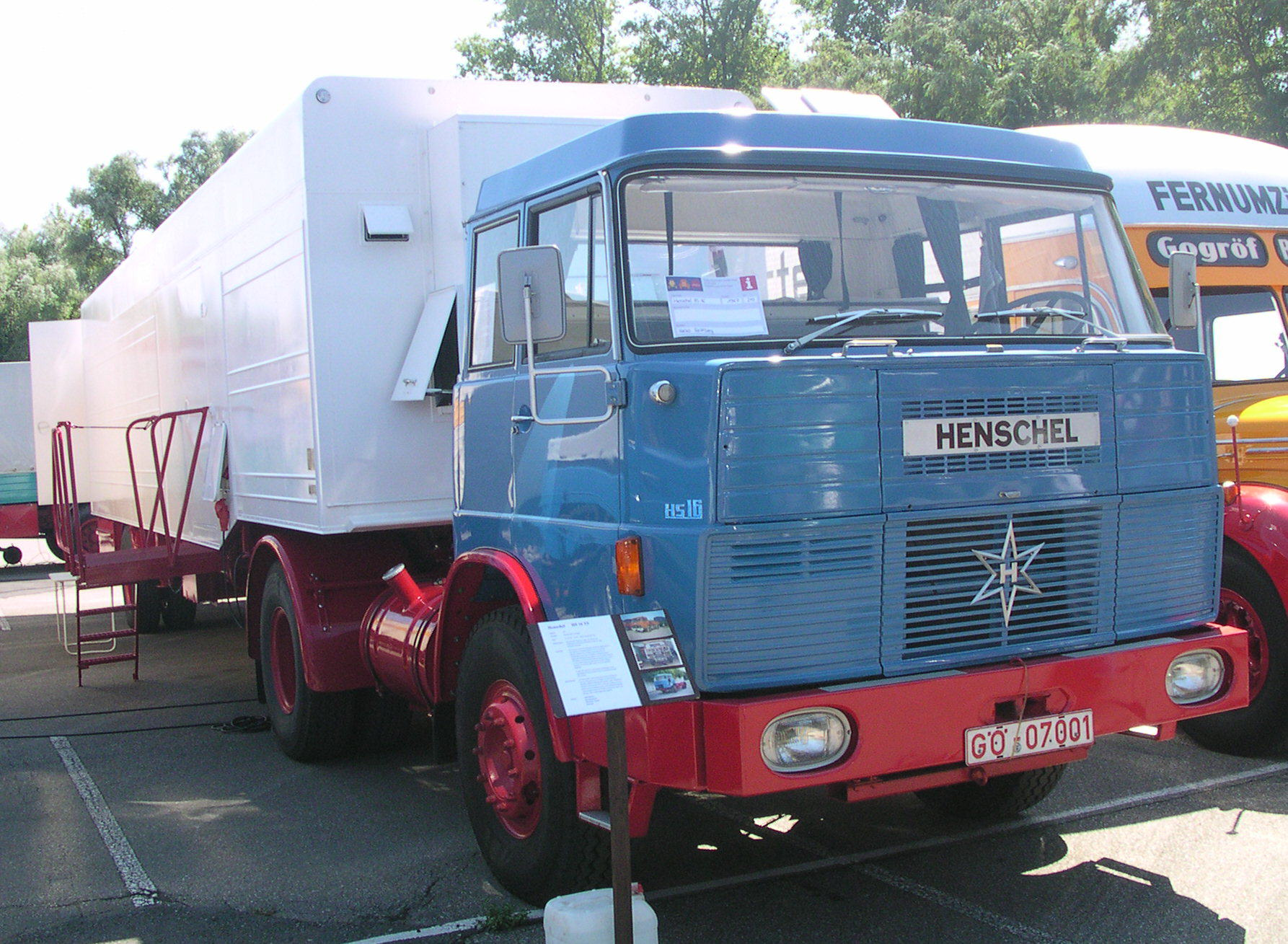
1961: mittelschwere bis schwere Frontlenker, Henschel
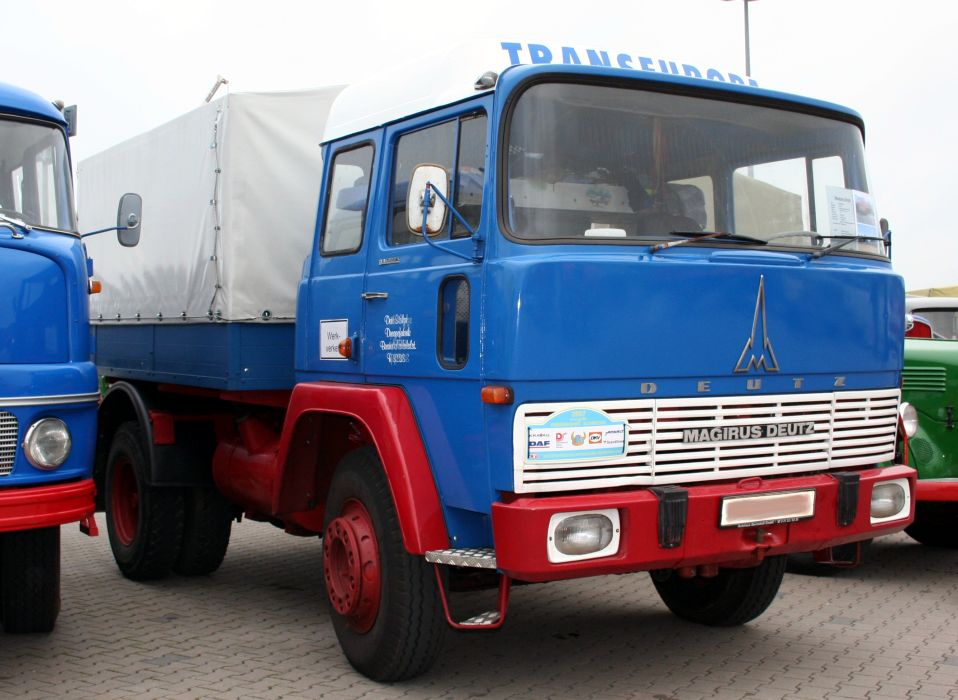
1963: mittelschwere bis schwere Frontlenker, Magirus-Deutz (TransEuropa-Kabine)
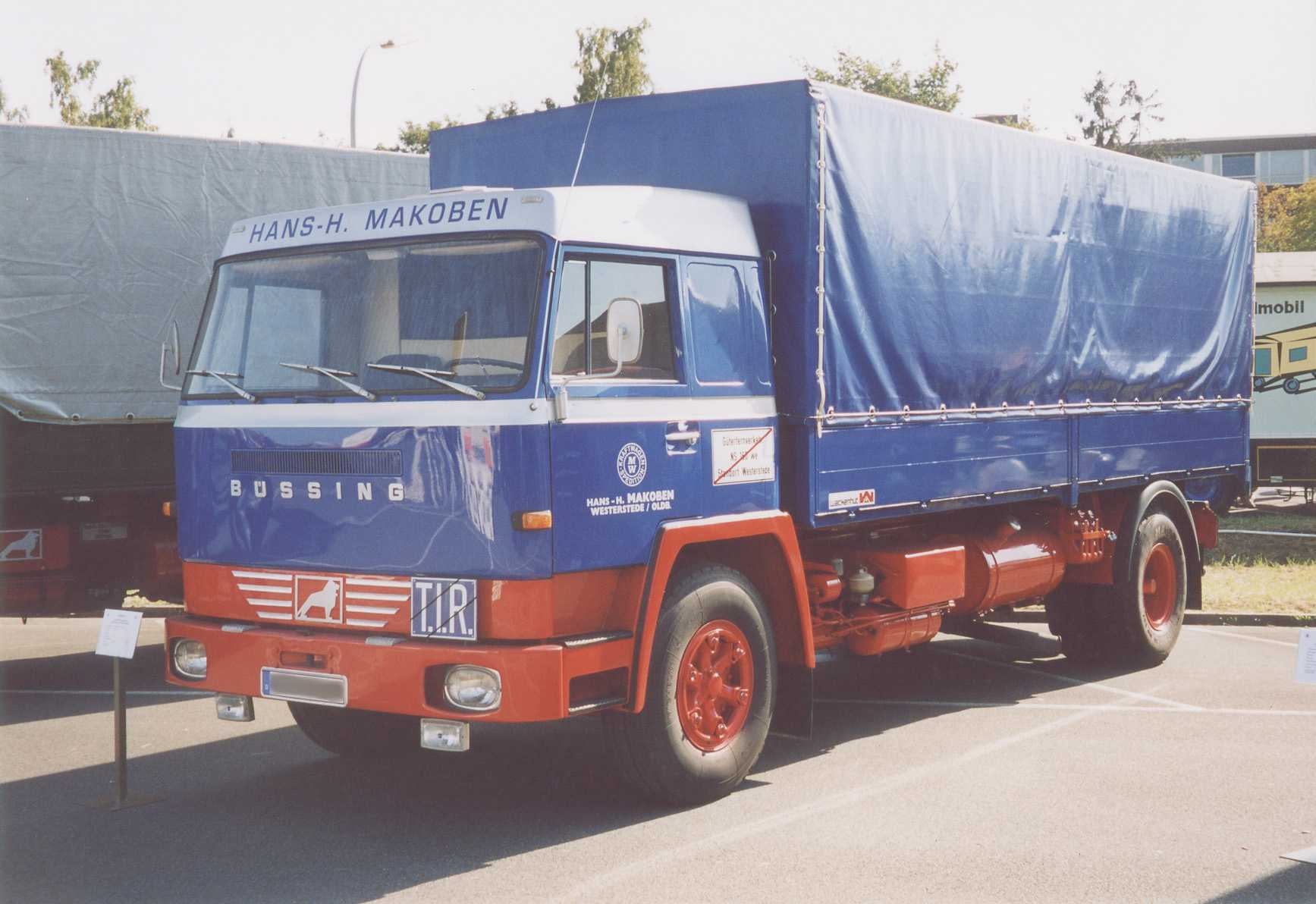
1966: Modell „BS 16“, Büssing
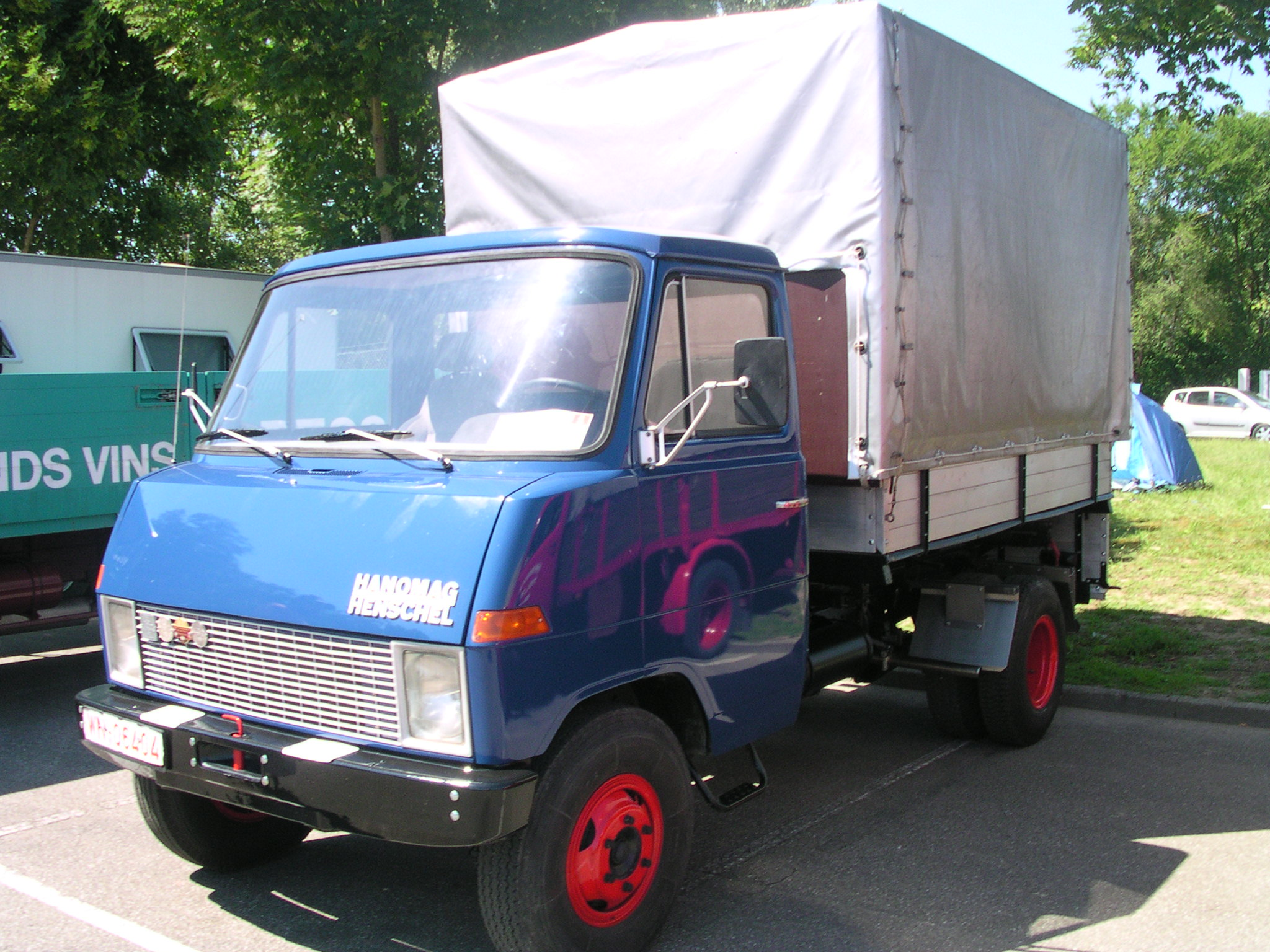
1967: F-Reihe von Hanomag (später Hanomag-Henschel)
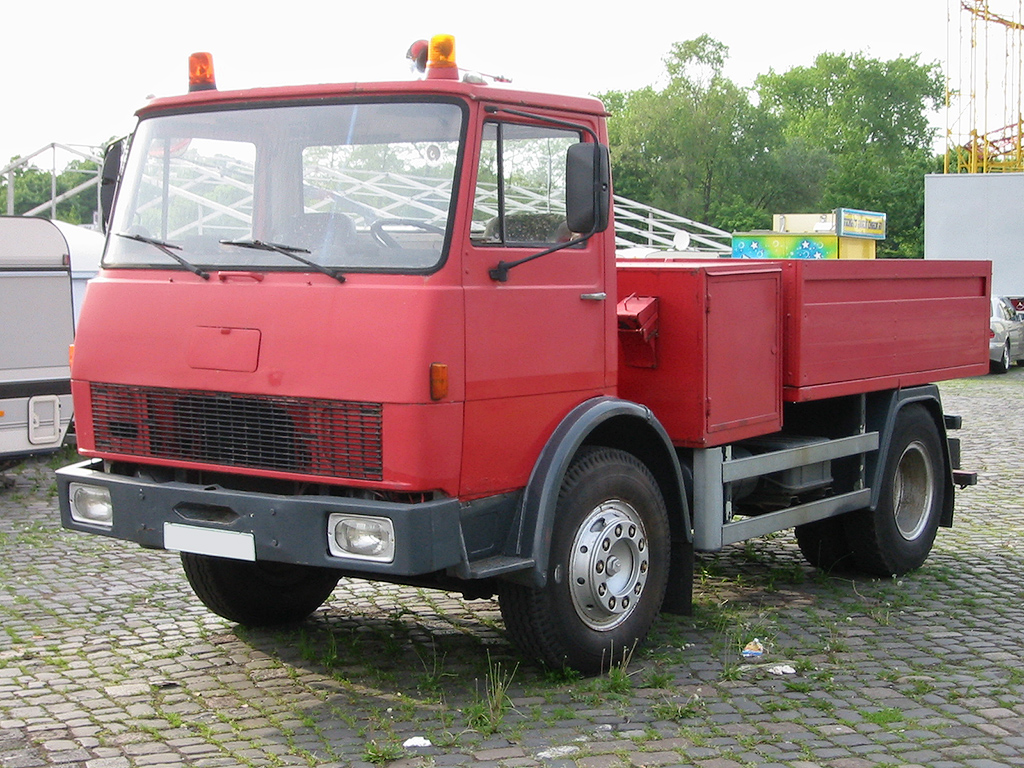
1969: mittelschwerer Frontlenker, entwickelt für Hanomag, verkauft als Henschel (später als Hanomag-Henschel)

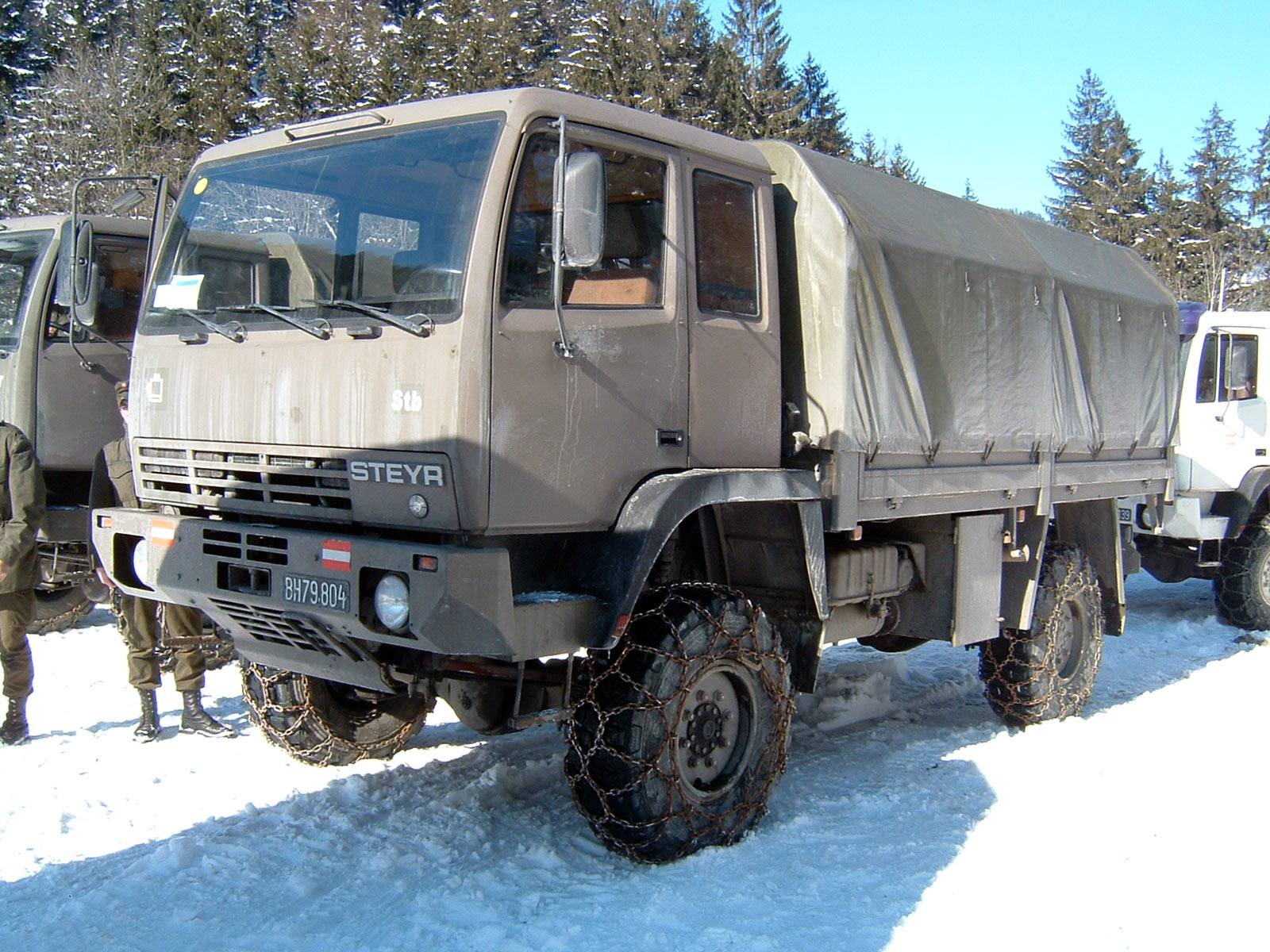
Steyr 12M18

Darüber hinaus war „L. L. L.“ auch tätig für die Lkw-Hersteller:
- Steyr-Daimler-Puch aus Österreich zwischen 1963 und 1988
- Saurer aus der Schweiz Anfang der 1970er Jahre
- Pegaso aus Spanien
- Star aus Polen
- Saviem aus Frankreich
- Berliet aus Frankreich
- Kaelble aus Deutschland
- DAF aus den Niederlanden

Ein Lkw-Entwurf für den französischen Hersteller Berliet (Modell „TR 300“) wurde mit Auszeichnungen geradezu überhäuft. Durch seinen Einfluss auf das Design von Lkw insbesondere in den 1960er Jahren prägte Lepoix das Straßenbild in Europa mit. Auch andere Hersteller, für die er nicht tätig war, konnten sich dem Trend zu kubischen Kabinenformen nicht entziehen und stellten ebenfalls ähnliche Designs vor, z. B. Mercedes-Benz (vgl. Bild).

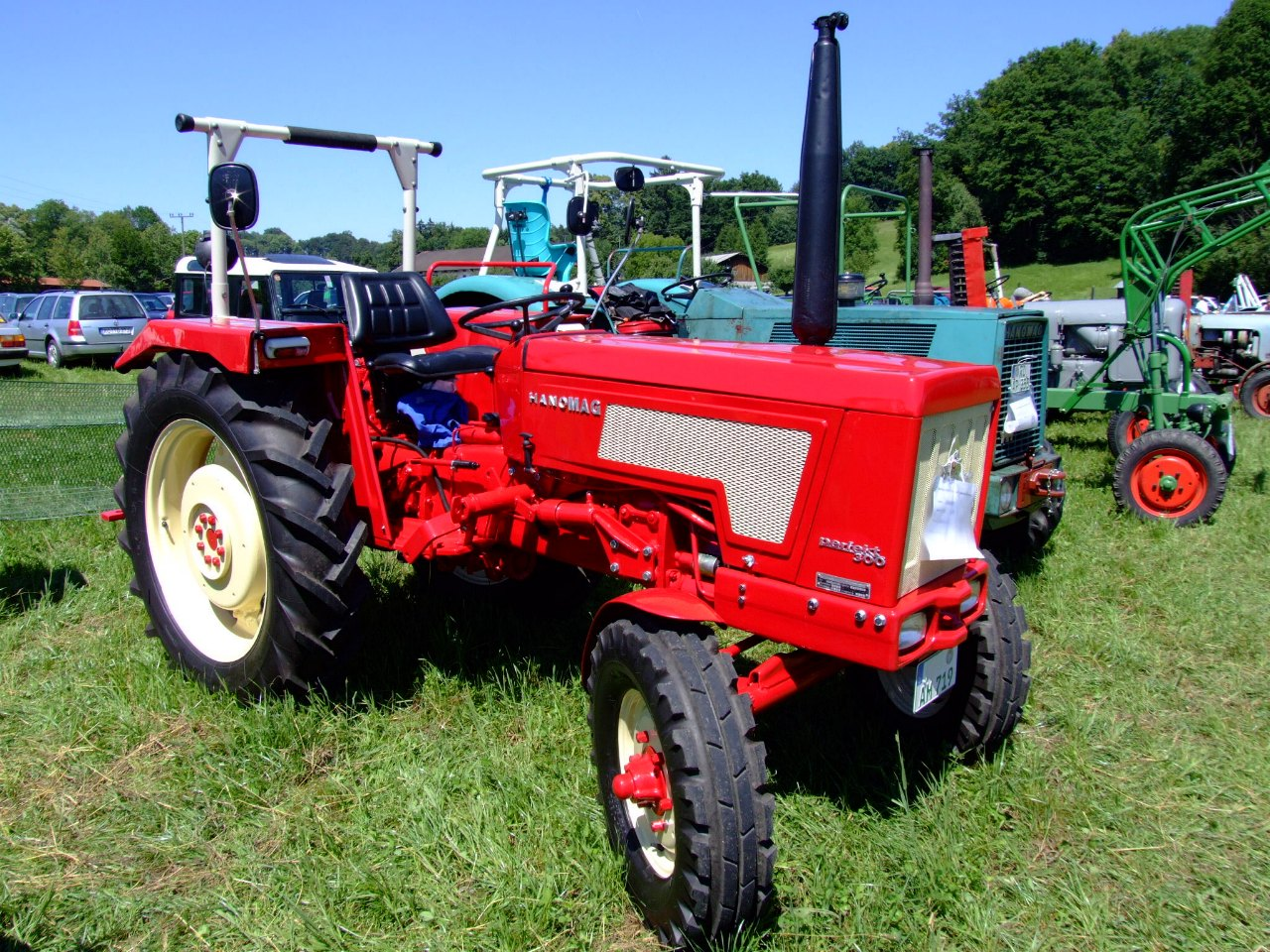
1962: Hanomag „Perfekt“

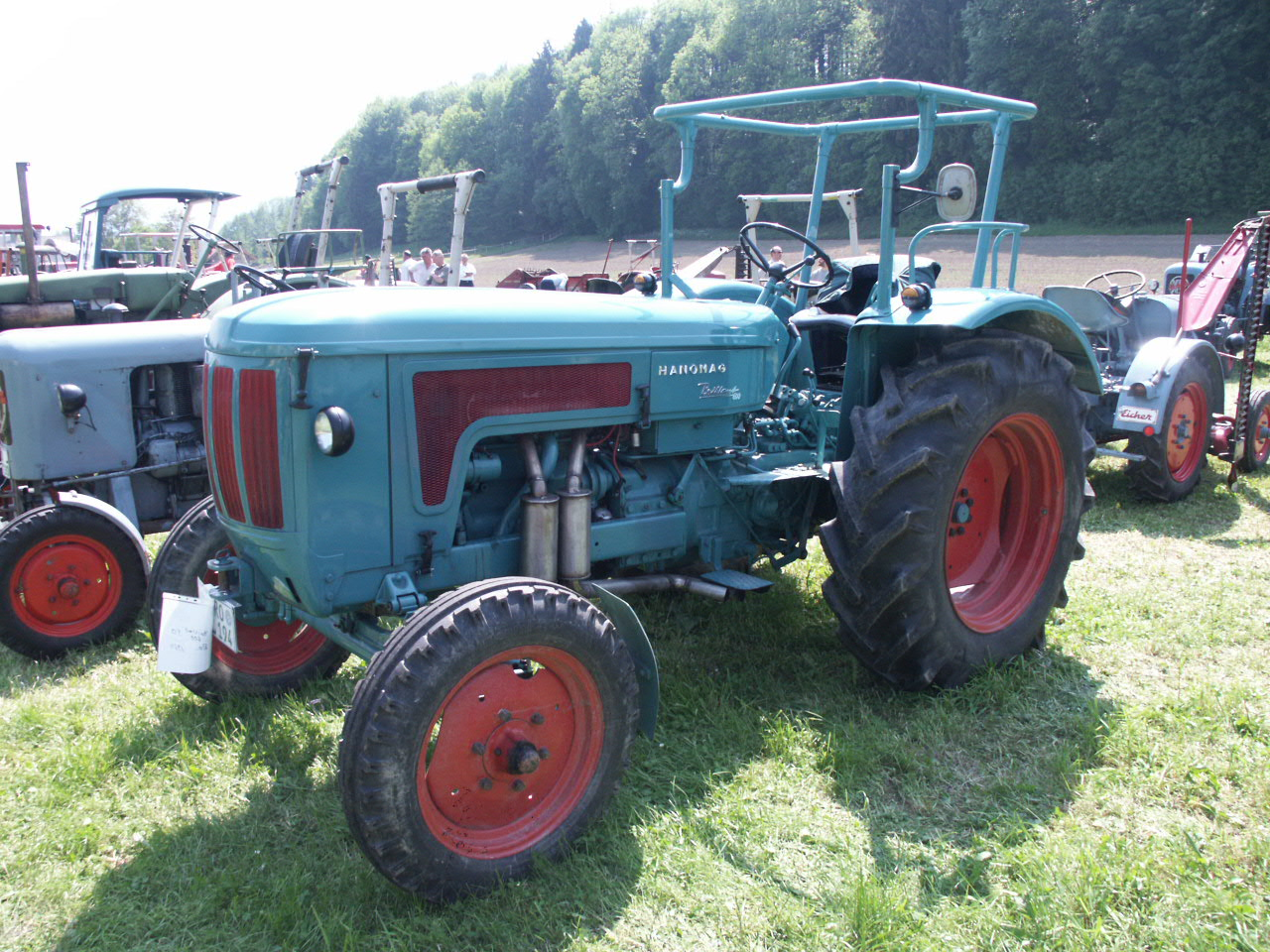
1964: Hanomag „Brillant“

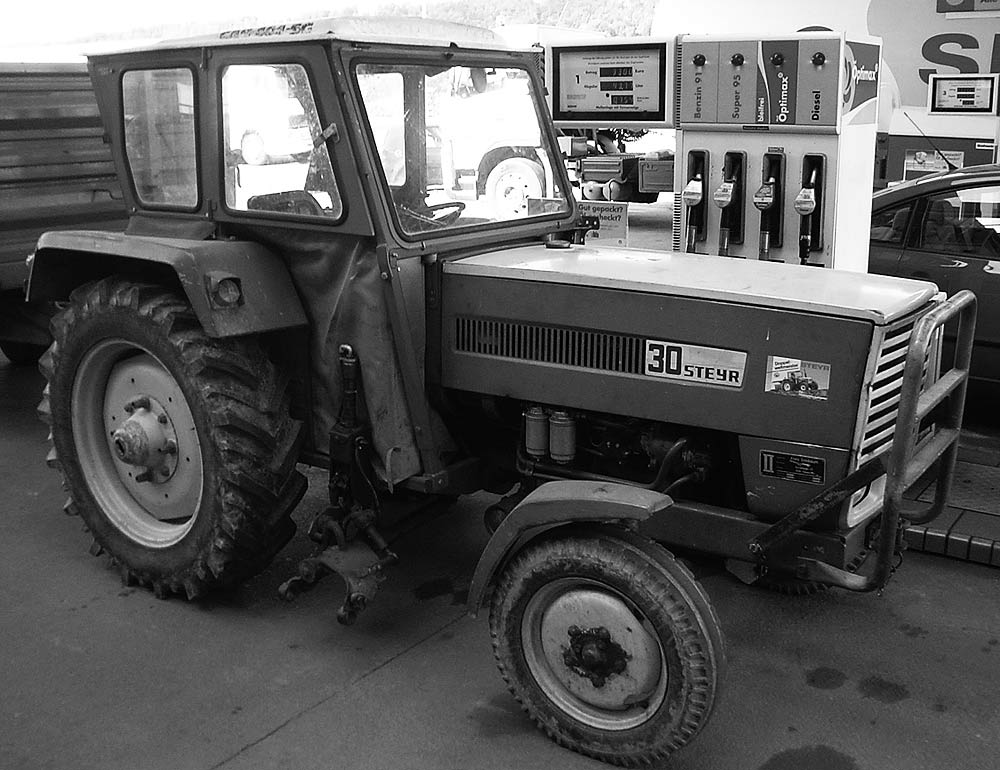
1964: Mit dem Steyr 30 eröffnete Lepoix die Steyr Plus-Serie, ein völlig neues Design-Konzept

Außerdem gestaltete Louis Lucien Lepoix im Laufe seines Lebens folgende
- Fahrzeuge:
  - Das erste Nachkriegscoupé von Ford
  - Karosserien für die Karosseriewerke Weinsberg
  - Lokomotiven, z. B. für Henschel
  - Straßenwalzen und andere Baumaschinen, z. B. für BOMAG, Frisch, Hatra und Hanomag
  - Traktoren, z. B. von Schlüter (ab 1962), die Typen „Perfekt“ (1962) und „Brillant“ (1964) von Hanomag oder die Plus-Serie von Steyr, zum Beispiel der Steyr 1200
  - Design für die schweizerische Traktorenfabrik Fritz Bührer aus Hinwil. Modelle Super/Standard aus den 50er Jahren und die letzte gelb-grüne Baureihe unter der Leitung von RAPID
  - Rollstühle
- und Alltagsgegenstände:
  - Unterhaltungselektronikgeräte wie Fernsehgeräte, Radiogeräte und Plattenspieler
  - Schreibmaschinen
  - Türbeschläge
  - Möbel
  - die klassische Unterarmgehstütze
  - die im deutschen Stadtbild der 1970er und 1980er Jahre beinahe allgegenwärtige Kienzle-Parkuhr
  - das BIC Einwegfeuerzeug

Auch das Innenraumdesign des Überschall-Verkehrsflugzeugs Concorde stammt von Lepoix.

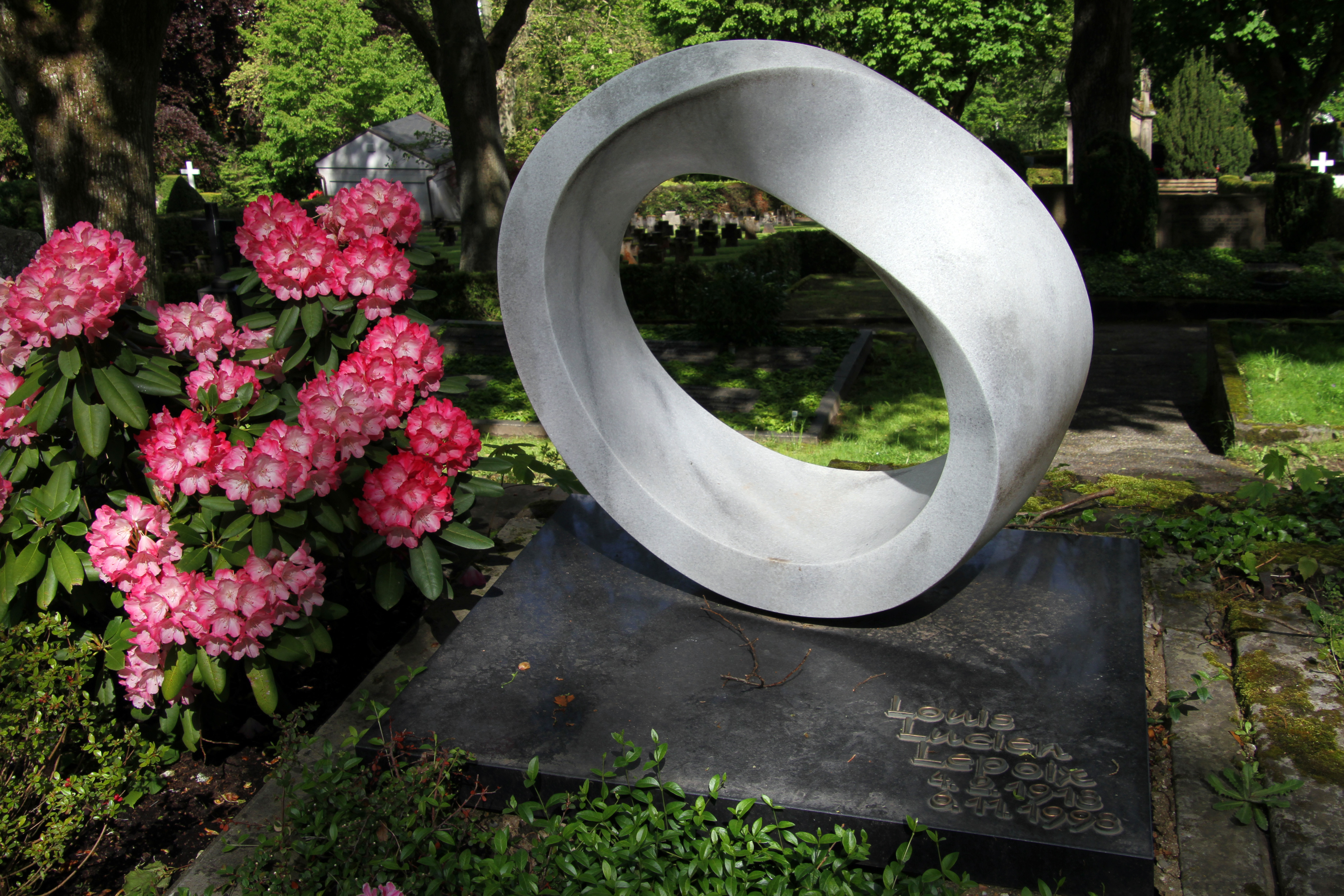
Grabmal auf dem Hauptfriedhof Baden-Baden

1952 siedelte sich Lepoix in Baden-Baden an. Von 1969 bis 1973 war er Präsident der französischen Industriedesigner-Vereinigung. Seine Wahl-Heimatstadt Baden-Baden ehrte sein Lebenswerk 1997 mit einer Ausstellung mit dem Titel „50 Jahre technische Ästhetik“. Bis zu seinem Tod 1998 hatte er etwa 3.000 Produkten ihre Form gegeben, darunter rund 300 Fahrzeugen. Sein Grab befindet sich auf dem Hauptfriedhof Baden-Baden.

## Nachwirkung
Die Stadt Baden-Baden hat eine Berufsschule nach Louis Lepoix benannt.